# 阿斯卡里 (非洲)
阿斯卡里（来自索马里语、斯瓦希里语和阿拉伯语 ‎， ，意为“士兵”或“军人”，在索马里语中也意为“警察”），指在非洲歐洲列強殖民地服役的黑人士兵，特别是在非洲大湖区、东北非和中非。 这个词在英语、德语、意大利语、乌尔都语和葡萄牙语中都是在这个意义上使用的。 在法语中，这个词仅用于指代法国殖民帝国以外的本土军队。 该名称今天仍偶尔用于非正式地描述警察、宪兵和保安人员。
在歐洲殖民帝國在非洲時期，義大利、英國、葡萄牙、德國和比利時殖民軍隊僱用了當地招募的黑人為阿斯卡里（Askaris）的士兵。他們在征服各種殖民地方面發揮了關鍵作用，隨後擔任駐軍和國內安全部隊。在兩次世界大戰期間，阿斯卡里部隊還在其原籍殖民地之外的非洲、中東和亞洲各地服役。在南非，這個詞指的是叛逃到種族隔離政府安全部隊的前解放運動成員。